# Lluís Maria Saumells Panadés
Lluís Maria Saumells Panadés, conocido como Lluís M. Saumells, (Gironella, 12 de marzo de 1915 - Tarragona, 11 de junio de 1999) fue un escultor y pintor español. Se dio a conocer en la mitad del siglo pasado. Expuso su obra en España y también en Francia, Suiza, Alemania, Suecia y América del Norte. Fue premiado en varios certámenes y tiene obras en numerosos museos. Además de su obra, Saumells también fue conocido por haber sido el director, durante 37 años, de la Escuela Taller de Arte de Tarragona.

## Biografía
La profesión de su madre, maestra de escuela, le llevó a vivir en Barcelona hasta los 10 años. Después la familia se trasladó a Reus, hasta que un nuevo cambio de destino lo dejó en Tarragona a los 16 años hasta 1935, que regresó a Barcelona. 
La Guerra Civil la pasó en Gironella, y una vez terminada volvió a Tarragona. En 1946 marchó a París, donde residía en el Colegio de España gracias a una beca del gobierno francés; en 1947 pudo continuar en París con una beca de la Dirección General de Relaciones Culturales del gobierno español.

## Trayectoria profesional
Su primera escultura la realizó a los 10 o 12 años: Una cabeza de caballo en barro.
Los primeros tiempos de la trayectoria de Lluís Maria Saumells como escultor están vinculados a su estancia en los talleres de la fundición Arana i Bru, de Tarragona, donde se inició en los conocimientos de la escultura. Realizó su primera exposición en marzo de 1934, en el Ateneo Tarraconense. 
Expuso sus obras de escultura, pintura y dibujo en la Asociación de Prensa de Barcelona en 1948, y se convirtió en colaborador de Arbor, del Consejo Superior de Investigaciones Científicas y de la revista Ateneo.
A su regreso de París en 1949, fue nombrado director de la Escuela Taller de Arte de la Diputación de Tarragona, cuyo cargo ejerció hasta su jubilación en 1984. En 1950 instaló su taller en el edificio del antiguo Hospital de Santa Tecla, de Tarragona, sede del actual Consell Comarcal del Tarragonès. Esta estancia la concebía Saumells como taller propiamente y como centro de acogida para jóvenes artistas, independientemente de su personalidad y procedencia.
En 1964 abrió con su esposa la Galería de Arte Crecelius situada en un local de planta baja del Hotel Lauria de Tarragona.
A partir de 1970 se trasladó al Passatge del Sol, también en Tarragona; en esa época compaginaba su trabajo ahí con estancias, desde febrero de 1988, en Palma de Mallorca.
Trabajó asiduamente, creando temas como los Astrónomos, el Estilita, el Artista y la modelo, el Taller del Artista, las Tentaciones de San Antonio, el Antipapa, con características de cada época, tanto en la escultura como en la pintura, el dibujo y el grabado. Ha utilizado la tierra cocida, el bronce, el gres, o la madera.
Formó parte de la Junta de Gobierno del Patronato Pro-Arte de la Fundación General Mediterránea, nacida en Madrid en 1971, presidida en aquel entonces por José Ferrer Bonsoms y que contaba con Patronos de Honor tales como Andrés Segovia, Severo Ochoa, Ramón Castroviejo y David M. Kennedy. Fue Acadèmic de Número de la Real Academia de Bellas Artes de Sant Jordi.
En 1994 legó su obra al Museu d’Art Modern de la Diputación Provincial de Tarragona.
Hay obras suyas expuestas en el Museo de Arte Contemporáneo de Barcelona.

## Obra

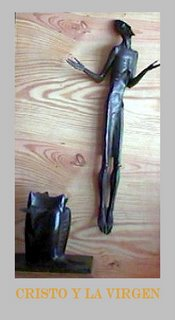
Cristo y la Virgen.

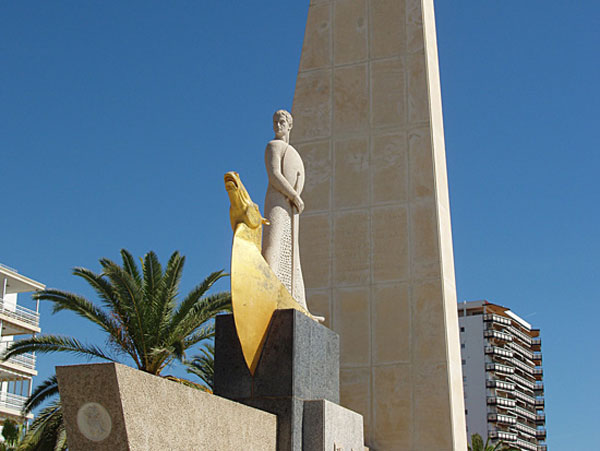
Monumento a Jaime I en Salou.

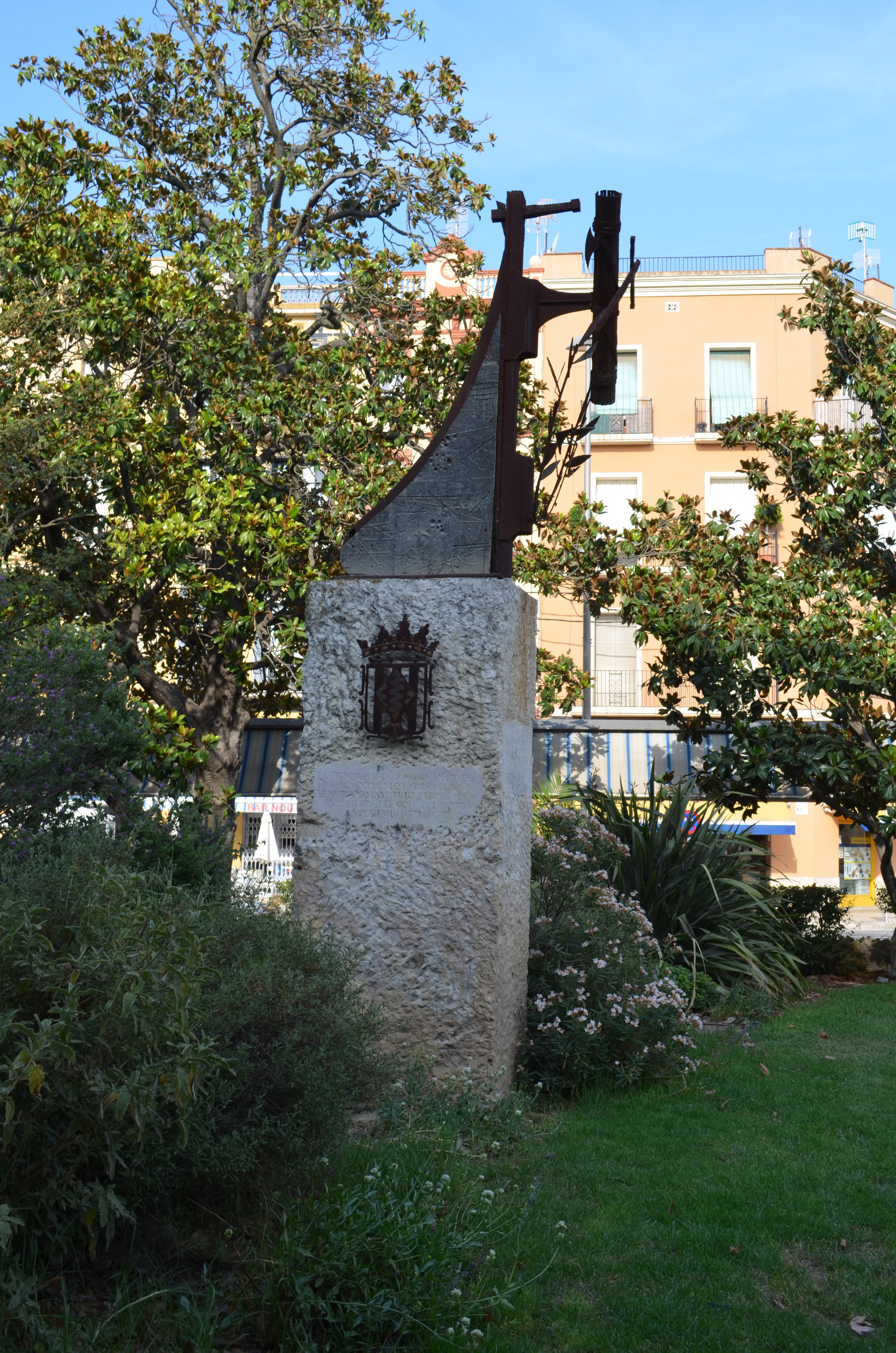
Monumento a la "Promoción Ebro" (1968). Desmantelado en 2018.

- Crucifijo para el Panteón-Cripta de la Familia March en Palma de Mallorca.
- Varios crucifijos para el National Temple, de Washington D. C..
- San Alberto Magno, bronce. Fachada de la capilla alemana de Barcelona.
- Crucifijo y relieve de San Raimundo de Peñafort, bronces. Facultad de Derecho de Barcelona (antigua capilla).
- San Pablo, bronce, para el edificio C.E.A.C. de Barcelona.
- El popular "Maginet" (1959). Tarragona. Plaza Imperial Tarraco.
- San Juan Bautista de La Salle. Tarragona. Jardines de la Reconciliación.
- Monumento a la Família. Tarragona. Campo de Marte.
- Monumento al Dr. Antoni Gimbernat en Cambrils.
- Ilustraciones para la obra que el poeta y canónigo de la catedral tarraconense, don Miguel Melendres, editó en 1965 "L'esposa de l'anyell", un poema en catalán de doce mil versos.
- Verge del Roser i Sant Domènec, de la Catedral tarraconense.
- Monumento conmemorativo de la Batalla del Ebro en Tortosa.
- Monumento a la "promoción Ebro" de la Guardia Civil (Parque de Teodoro González) en Tortosa. Desmantelado en noviembre de 2018 por contener alusiones de enaltecimiento a la dictadura franquista.
- Mural de Escultura, Laboratorios Lafarquin. Madrid 1971.
- Mural de Escultura. Laboratorios farmacéuticos Liade. Madrid 1977-78.
- Monumento a Jaime I de Aragón en Salou.
- Paso de Semana Santa de Tarragona "Nuestro Padre Jesús de la Pasión", de 1993.
- Santos Cosme y Damián en Vallbona de las Monjas.
- Monumento de la plaza Verdaguer, en Tarragona.
- Virgen y crucifijo de 2,20 m. altura, para el Monasterio de Santa María (Puebla de Benifasar), Provincia de Castellón.
- Crucifijo en bronce para el Seminario Franciscano de la Porciúncula, de Palma de Mallorca.
- Sagrario para la Capilla de la "Casa Sant Josep" de Tarragona.
- San Pablo. "Col·legi Sant Pau" de Tarragona.
- Murales en la fachada de Caixa Tarragona. Rambla Nova, 68 de Tarragona.
- Cines Regio y Novedades en Barcelona. Relieves en el vestíbulo.

## Exposiciones

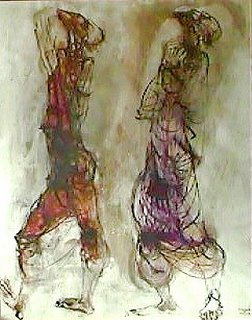
Astrónomos.

- 1934. Ateneo de Tarragona (su primera exposición).
- 1948. Asociación de la Prensa. Barcelona. Escultura, dibujo y pintura.
- 1950. III Salón de Octubre. Barcelona.
- 1954. Inauguración de la nueva Sala de Exposiciones del Ateneo de Madrid.
- 1954. Premio Rosa Vera de grabado.
- 1954. Exposición en Herisau, Suiza.
- 1954. Exposición de Escultura al Aire Libre, Parque de María Luisa, Sevilla.
- 1954. VII Salón de Octubre. Barcelona.
- 1954-55. Ateneo de Madrid. Antológica.
- 1955. Antológica 1954-1956, Ateneo de Madrid. Arte Sacro.
- 1956. Salzburgo, Arte Sacro.
- 1957. F.A.R. Gallery de Nueva York.
- 1957. The Obelisk Gallery de Washington.
- 1958. Sala Gaspart. Exposición de clausura de la temporada. Barcelona.
- 1958. Götebrorgs Konstmuseum, Suecia, Antoni Clavé y Lluís M. Saumells. Art Català.
- 1958. Ateneo de Madrid. Continuidad del Arte Sacro.
- 1958. Seleccionado para la Pittsburg International Exhibition de 1958.
- 1958. Premio San Jorge en Barcelona, por su obra “Tres figuras”, relieve en bronce.
- 1959. Homenaje a Fra Angélico, Madrid.
- 1960. Sala Gaspart. Barcelona.
- 1960, Frankfurten Kunstkabinett von Hanna Bekker vom Rath. Alemania.
- 1960. Sala Nebli. Madrid.
- 1961. Exposición de Arte Español en Nueva York.
- 1962. Sala Gaspart. Barcelona.
- 1962. Sala Nebli. Madrid.
- 1963. Arte Cristiano Actual, Barcelona.
- 1963. Dibujos en Sala Altamira, Gijón.
- 1964. Gallery Armstrong Hall, Mount Vernon, Iowa, EE UU.
- 1964. Gloria Dei Lutheran Church, en Iowa, con motivo de la inauguración de la nueva iglesia.
- 1964. Beloit College.
- 1964. Berlin Gallery, Nueva York.
- 1964. Davenport Municipal Art Gallery, Davenport, EE UU.
- 1965. Representado en el Pabellón de la Santa Sede de la Feria de Nueva York.
- 1967. Premio-Beca Juan March.
- 1968. Sala Gaspar. Barcelona.
- 1969. Primer premio de escultura Ciudad de Barcelona, por su obra “Astrònoms”.
- 1970. III Exposición Internacional del Pequeño Bronce. Escultores europeos. Madrid.
- 1970. Premio Ciudad de Zaragoza.
- 1972. Exposición Nacional de Escultura Contemporánea. Gerona.
- 1973. Sala S’Art. Huesca.
- 1973. Sala Crecelius. Tarragona.
- 1979. Sala Crecelius. Tarragona. Esculturas y gouaches.
- 1980. La Pedrera, Galeria d’Art. Grupo de empresas Sotelo Blanco. Barcelona.
- 1989. Círculo de Bellas Artes (Casal Balaguer). Palma de Mallorca.
- 1997. Museu d’Art Modern de la Diputaciò de Tarragona. Exposición de parte del legado que Saumells hizo a la Diputación Provincial de Tarragona en 1994.
- 2003. Desde este año, exposiciones itinerantes por las comarcas de Tarragona (Bajo Campo, Alto Campo, Bajo Penedés, Cuenca de Barberá, Tarragonés, Montsiá, Bajo Ebro, Tierra Alta, Ribera de Ebro y Priorato). Programa de soporte a los equipamientos culturales/locales. Promueve: Diputación Prov. de Tarragona.
- 2006. Cercle Català de Madrid. Exposición itinerante de la Diputación de Tarragona.
- 2007. 9 Montcada Art, 9MA. Barcelona. Retrospectiva con unas 70 obras.
- 2008. Anacoretas, extasiados, angustiados y afligidos. Diputación de Tarragona.